# Dudu Biton
Dawid „Dudu” Biton (hebr. ‏דוד ”דודו“ ביטון‎, ang. David „Dudu” Biton, ur. 1 marca 1988 w Netanji) – izraelski piłkarz występujący na pozycji napastnika w Hapoelu Afula.

## Kariera klubowa

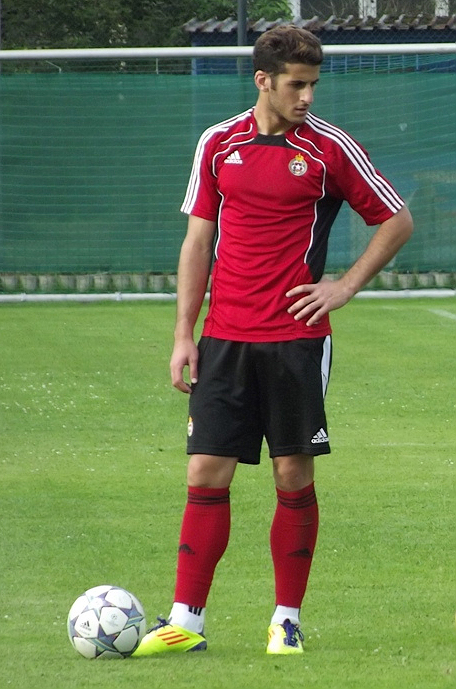
Biton na treningu Wisły Kraków

Grę w piłkę nożną rozpoczął w wieku 6 lat w akademii klubu Beitar Nes Tubruk z rodzinnego miasta Netanja. W 2003 roku przeniósł się do Maccabi Hajfa. W sezonie 2005/06, w którym Maccabi wygrało rozgrywki Ligat ha’Al, zagrał w jednym spotkaniu ligowym. Sezon 2006/07 rozpoczął w barwach Maccabi, grając w rozgrywkach najwyższej ligi juniorskiej, jednak pod koniec 2006 roku powrócił do Beitaru Nes Tubruk, gdzie dokończył rozgrywki, strzelając w sumie dla obu klubów 14 bramek w sezonie.
W 2007 roku został zawodnikiem Maccabi Tel Awiw, gdzie spędził jeden sezon grając w rozgrywkach izraelskiej ekstraklasy. Po roku gry w Maccabi przeszedł do drugoligowego Hapoelu Ra’ananna, z którym po pierwszym sezonie awansował do Ligat ha’Al. Po dwóch latach gry w Hapoelu Ra’ananna odszedł do Hapoelu Petach Tikwa, gdzie występował przez pół sezonu, strzelając 12 bramek w 15 meczach ligowych. W 2011 roku został zawodnikiem belgijskiego Royal Charleroi, które po sezonie 2010/11 spadło z Pro League.
3 lipca 2011 Biton udał się do Polski, aby przejść testy medyczne w Wiśle Kraków. 6 lipca został wypożyczony na rok z opcją pierwokupu. Biton zadebiutował w Wiśle 13 lipca w spotkaniu eliminacji Ligi Mistrzów ze Skonto FC. W Ekstraklasie zadebiutował 30 lipca w meczu I kolejki z Widzewem Łódź. Na boisku pojawił w 69. minucie meczu, zmieniając Cwetana Genkowa i w ostatniej minucie spotkania zdobył pierwszą bramkę w polskiej lidze, doprowadzając do remisu. Izraelczyk był najlepszym strzelcem krakowskiego klubu w sezonie 2011/12. Wisła nie zdecydowała się jednak skorzystać z opcji pierwokupu i po zakończeniu rozgrywek zawodnik wrócił do Charleroi, a w czerwcu został sprzedany do Standardu Liège, z którego wypożyczono go w 2013 do cypryjskiego klubu APOEL FC, a od 2014 do hiszpańskiego klubu AD Alcorcón.

## Kariera reprezentacyjna
Biton grał w reprezentacjach juniorskich U-17 i U-19 oraz młodzieżowej U-21. W listopadzie 2010 roku został po raz pierwszy powołany do seniorskiej reprezentacji Izraela na towarzyskie spotkanie z reprezentacją Islandii. W meczu, który odbył się 17 listopada Biton jednak nie zagrał, całe spotkanie spędził na ławce rezerwowych. 21 listopada selekcjoner Luis Fernández powołał Bitona do grona 18 piłkarzy, którym zamierzał się przyjrzeć na specjalnie zorganizowanej w tym celu sesji treningowej. W grudniu wraz z pięcioma innymi zawodnikami wziął udział w kolejnej konsultacji szkoleniowej zorganizowanej przez Fernándeza.
W marcu 2011 roku Biton znalazł się w 25-osobowej kadrze Izraela na mecze eliminacji Mistrzostwa Europy 2012 z Łotwą i Gruzją. Nie zagrał jednak w żadnym ze spotkań. W maju został powołany do szerokiej kadry Izraela i wziął udział w przygotowaniach do kolejnego meczu eliminacji z Łotwą. Nie został jednak wybrany do ścisłej kadry na mecz. Biton był również powołany na ostatni mecz kwalifikacyjny z Maltą, ponownie jednak spędził całe spotkanie na ławce rezerwowych.

## Statystyki
(1 lutego 2021)
| Klub                     | Sezon   | Liga                      | Liga  | Liga   | Puchary krajowe | Puchary krajowe | Puchary europejskie | Puchary europejskie | Suma  | Suma   |
| Klub                     | Sezon   | Liga                      | Mecze | Bramki | Mecze           | Bramki          | Mecze               | Bramki              | Mecze | Bramki |
| ------------------------ | ------- | ------------------------- | ----- | ------ | --------------- | --------------- | ------------------- | ------------------- | ----- | ------ |
| Maccabi Hajfa            | 2005/06 | Ligat ha’Al               | 1     | 0      | 0               | 0               | 0                   | 0                   | 1     | 0      |
| Maccabi Hajfa            | 2006/07 | Ligat ha’Al               | 0     | 0      | 0               | 0               | 0                   | 0                   | 0     | 0      |
| Maccabi Hajfa            | Suma    | Suma                      | 1     | 0      | 0               | 0               | 0                   | 0                   | 1     | 0      |
| Maccabi Tel Awiw         | 2007/08 | Ligat ha’Al               | 10    | 0      | 4               | 0               | 3                   | 0                   | 17    | 0      |
| Hapoel Ra’ananna         | 2008/09 | Liga Leumit               | 31    | 8      | 5               | 4               | –                   | –                   | 36    | 12     |
| Hapoel Ra’ananna         | 2009/10 | Ligat ha’Al               | 30    | 9      | 6               | 3               | –                   | –                   | 36    | 12     |
| Hapoel Ra’ananna         | Suma    | Suma                      | 61    | 17     | 11              | 7               | –                   | –                   | 72    | 24     |
| Hapoel Petach Tikwa      | 2010/11 | Ligat ha’Al               | 15    | 12     | 4               | 1               | –                   | –                   | 19    | 13     |
| Royal Charleroi          | 2010/11 | Pro League                | 12    | 5      | –               | –               | –                   | –                   | 12    | 5      |
| Wisła Kraków (wyp.)      | 2011/12 | Ekstraklasa               | 25    | 11     | 4               | 2               | 7                   | 3                   | 36    | 16     |
| Standard Liège           | 2012/13 | Eerste klasse             | 10    | 1      | 0               | 0               | –                   | –                   | 10    | 1      |
| APOEL FC (wyp.)          | 2012/13 | Protathlima A’ Kategorias | 13    | 6      | –               | –               | –                   | –                   | 13    | 6      |
| Standard Liège           | 2013/14 | Eerste klasse             | 0     | 0      | 1               | 1               | 5                   | 0                   | 6     | 1      |
| AD Alcorcón (wyp.)       | 2013/14 | Segunda División          | 6     | 0      | –               | –               | –                   | –                   | 6     | 0      |
| NK Maribor (wyp.)        | 2014/15 | 1. SNL                    | 11    | 1      | 3               | 1               | 0                   | 0                   | 14    | 2      |
| Hapoel Tel Awiw          | 2014/15 | Ligat ha’Al               | 12    | 2      | 1               | 0               | –                   | –                   | 13    | 2      |
| Hapoel Tel Awiw          | 2015/16 | Ligat ha’Al               | 10    | 1      | 0               | 0               | –                   | –                   | 10    | 1      |
| Hapoel Tel Awiw          | Suma    | Suma                      | 22    | 3      | 1               | 0               | –                   | –                   | 23    | 3      |
| Hapoel Kefar Sawa (wyp.) | 2015/16 | Ligat ha’Al               | 10    | 2      | 1               | 0               | –                   | –                   | 13    | 2      |
| Hapoel Tel Awiw          | 2016/17 | Ligat ha’Al               | 9     | 0      | 1               | 0               | –                   | –                   | 10    | 0      |
| Hapoel Akka              | 2017/18 | Ligat ha’Al               | 7     | 0      | 0               | 0               | –                   | –                   | 7     | 0      |
| FC Aszdod                | 2018/19 | Ligat ha’Al               | 9     | 2      | 1               | 0               | –                   | –                   | 10    | 2      |
| Hapoel Hajfa             | 2018/19 | Ligat ha’Al               | 2     | 0      | –               | –               | –                   | –                   | 2     | 0      |
| Hapoel Afula             | 2019/20 | Liga Leumit               | 25    | 10     | 1               | 0               | –                   | –                   | 26    | 10     |
| Suma                     | Suma    | Suma                      | 248   | 70     | 32              | 12              | 15                  | 3                   | 297   | 85     |

## Sukcesy
Maccabi Hajfa
- mistrzostwo Izraela: 2005/06

APOEL FC
- mistrzostwo Cypru: 2012/13